# Château de Cornançay
Le château de Cornançay est situé sur la commune d'Épineuil-le-Fleuriel, dans le département du Cher, en France.

## Historique
Le château date du XVIIIe siècle.
Le monument fait l’objet d’une inscription au titre des monuments historiques depuis le 3 mars 1987.